# Zapiti
Zápiti (también escrito Zapiti o Zápite) es una variante del Truco argentino con reglas particulares de apuesta, jerarquía de cartas y recursos tácticos que se juega principalmente en el noroeste de la provincia de Cáceres, en la sierra de Gata, en localidades como Acebo, Hoyos, Perales del Puerto, Cilleros o Moraleja. Combina gran parte de la estructura del Truco —reparto de tres cartas, rondas de “chicas” y licitaciones de apuesta— con elementos propios como la posibilidad de “truco sin ver”, la regla “estar al ver” y un sistema de señas para el juego en pareja.

## Origen e historia
Se desconoce con precisión la fecha de nacimiento del Zápiti, pero la tradición oral sugiere que nació a mediados del siglo XX en zonas rurales del noroeste Cácereño, transmitiéndose de generación en generación durante veraneos y reuniones familiares. En 2016 se reportó un interés por “internacionalizar” el Zápiti, impulsado por organizaciones culturales de la comarca de Sierra de Gata, en España. A diferencia del Truco —que tiene referencias documentadas desde el siglo XIX y es popular en toda Argentina y Uruguay— el Zápiti permaneció más limitado geográficamente, manteniendo variaciones locales en la jerarquía y en las normas de apuesta.

## Baraja y componentes
- Mazo: Español de 40 cartas (se retiran los ochos y nueves).
- Distribución de cartas: Cada mano reparte 3 cartas boca abajo a cada jugador.

## Jerarquía de cartas
En el Zápiti la jerarquía es muy parecida a la del Truco argentino, pero con algunas diferencias en la denominación y en la forma de señalización al compañero:
1. 4 de bastos
2. 7 de copas
3. 7 de oros
4. As de espadas (“as de pichi”)
5. 3 (tres de cualquier palo)
6. 2 (dos de cualquier palo)
7. Ases “falsos” (1 de oros, copas y bastos)
8. 12 (doce de cualquier palo)
9. 11 (once de cualquier palo)
10. 10 (diez de cualquier palo)
11. 7 “malos” (7 de bastos y 7 de espadas)
12. 6 (seis de cualquier palo)
13. 5 (cinco de cualquier palo)
14. 4 “malos” (4 de oros, copas y espadas)

Nota: Solo el 4 de bastos ocupa el escalón más alto; los otros tres cuatros están relegados al valor mínimo. El “as de pichi” (1 de espadas) tiene seña propia distinta a los otros ases.

## Objetivo del juego
- Meta final: Ser el primer jugador (o pareja) en alcanzar 30 puntos, divididos en:
  - 15 “malas” (primero tramo).
  - 15 “buenas” (segundo tramo).
- Cada mano se compone de hasta 3 rondas (o “chicos”).
- Un jugador necesita ganar 2 de 3 rondas para adjudicarse la mano.
- El valor en puntos de cada mano depende de la apuesta de “truco” vigente al momento de finalizarse la mano.

## Desarrollo de la mano
1. Reparto de cartas:
  - El repartidor baraja y reparte 3 cartas boca abajo a cada jugador, de izquierda a derecha.
  - Luego de jugada la mano, el mazo pasa al jugador a la derecha del repartidor anterior, y el jugador a la derecha del nuevo mazo “abre” la siguiente mano.
2. Rondas (“chicas”):
  - Se juegan hasta 3 rondas. Cada ronda consiste en que ambos jugadores (o integrantes de cada pareja) tiren una carta por turno.
  - Quien baja la carta de mayor jerarquía gana esa “chica”.
  - Empates en una ronda (misma jerarquía):
    - Primera ronda empatada: ambos jugadores suman un chico.
    - Segunda ronda empatada: el jugador que ganó la primera ronda recibe ese chico y la decisión se relega a la tercera.
    - Tercera ronda empatada (si en ese momento ambos tienen 1 chico): la mano no otorga puntos.
    - Si se empata “primera y segunda ronda”, el que gane la tercera ronda se lleva la mano.

  - Después de cada ronda:
    - Si un jugador ya suma 2 chicos, la mano termina inmediatamente y se adjudican puntos.
    - Si hay empate en primera ronda, se asigna 1 chico a cada uno, y la siguiente ronda define al ganador si no se empata de nuevo.
3. Quién “abre” la primera ronda:
  - En cada mano, el jugador a la derecha del repartidor “empieza” tirando la primera carta.
  - En rondas subsiguientes, “abre” quien haya ganado la ronda anterior. Si la ronda anterior empató, quien abrió originalmente esa ronda repite apertura.

## Apuestas: el “Truco”
Zápiti hereda del Truco argentino el sistema de licitaciones, pero con escalas ligeramente distintas:
1. Truco inicial: La mano vale 1 chino. Cualquiera puede “cantar truco” en su turno antes de tirar carta, elevando el valor a 3 chinos.
2. Respuestas posibles:
  - “Quiero”: se acepta la apuesta y la mano continúa con el nuevo valor.
  - “No quiero”: quien cantó truco se lleva el valor anterior.
  - “Valen tanto”: se sube la apuesta a la siguiente escala.
3. Escalas de apuesta (valor de la mano):
  - Truco → vale 3 chinos
  - “Valen 6” → vale 6 chinos
  - “Valen 9” → vale 9 chinos
  - “Valen 12” → vale 12 chinos
  - “Valen 15” → vale 15 chinos
  - “Ahorrisi” → equivale a 30 chinos (define la partida de una sola mano; extremadamente raro jugarlo).
4. Puntos al “No quiero”:
  - Si canté “Truco” y el rival no quiere → me llevo 1 chino.
  - Si estoy en “Valen 6” y no quieren → me llevo 3 chinos.
  - Si estoy en “Valen 9” → me llevo 6 chinos al “no quieren”.
  - Si estoy en “Valen 12” → me llevo 9 chinos.
  - Si estoy en “Valen 15” → me llevo 12 chinos.
  - Si canto “Ahorrisi” y no quieren → me llevo 15 chinos (finaliza la partida).
5. Truco sin ver:
  - Solo el jugador que no reparte puede declarar “truco sin ver las cartas” antes de mirar sus cartas.
  - El oponente decide sí “va” o “no va” sin que el declarante mire cartas:
    - Si no va, el que dijo “truco sin ver” gana 2 chinos.
    - Si va, el truco se juega, vale 3 chinos, y entonces el declarante puede ver sus cartas.

## Regla “Estar al ver”
Cuando un jugador o pareja alcanza 29 chinos, se declara “al ver”. Después de repartir la mano:
- El jugador con 29 puede mirar sus cartas y decidir si quiere jugar o no.
  - Si no va, el oponente gana 3 chinos y la mano se descarta sin jugar.
  - Si va, la mano se juega con truco normal (valor 1 o bien se negocia un truco).
- Si ambos jugadores están “al ver” (ambos tienen 29), la regla se anula y la mano se juega normalmente.
- Si el rival tiene 27 o más chinos, está obligado a jugar al ver (no puede retirarse).

Esta regla busca dar una última opción de remontada al que va perdiendo. A 29 chinos se arriesga una sola mano: ganar significa llegar a 30; perder puede dar la partida al rival.

## Juego en parejas y señas
Cuando se juega en parejas (2 vs 2), además de las reglas antes descritas se permite el uso de señas, estas reglas pueden variar entre localidades.
1. Señas permitidas (sin mostrar cartas), para comunicar fuerza de mano al compañero:
  - 4 de bastos → “Beso” (mano muy fuerte).
  - 7 de copas → “Guiño”.
  - 7 de oros → “Levantar cejas”.
  - As de espadas → “Lengua afuera”.
  - Treses → “Índice, pulgar y cerrazón”.
  - Doses → “Pulgar y meñique”.
  - Unos (excepto el de espadas) → “Pulgar”.
  - “Mano floja” (mala mano) → “Ojos cerrados”.
2. Pedir cartas verbalmente: Si el compañero envía señal de una carta específica, se puede “pedir” verbalmente (“jugá esa carta”) para coordinar estrategia.
  - Ejemplo: Si el compañero “guiñó” (7 de copas), puedo decir “juega el 7 de copas” para intentar ganar la ronda con un 4 de bastos en segunda y rematar la ronda.
  - No hay intercambio físico de cartas, solo indicaciones de juego.
  - Se permite mentir con señas para confundir al rival.
  - No se permite enseñar las cartas al compañero.

## Estructura de puntajes y marcadores
- Chicas: Cada ronda ganada equivale a 1 chica. El primer jugador que llega a 2 chicas en una mano, se lleva la mano.
- Chinos: El ganador de la mano suma los puntos según el último estado de la apuesta de truco.
- Grandes: Cuenta como una partida, en torneos normalmente se juega al primero que llega a 3 grandes.

- Marcador general: Se llevan dos contadores por jugador/pareja:
  - Chicos de la mano actual (0, 1 o 2).
  - Puntos acumulados (de 0 a 30: 15 malas + 15 buenas).

## Arrayar

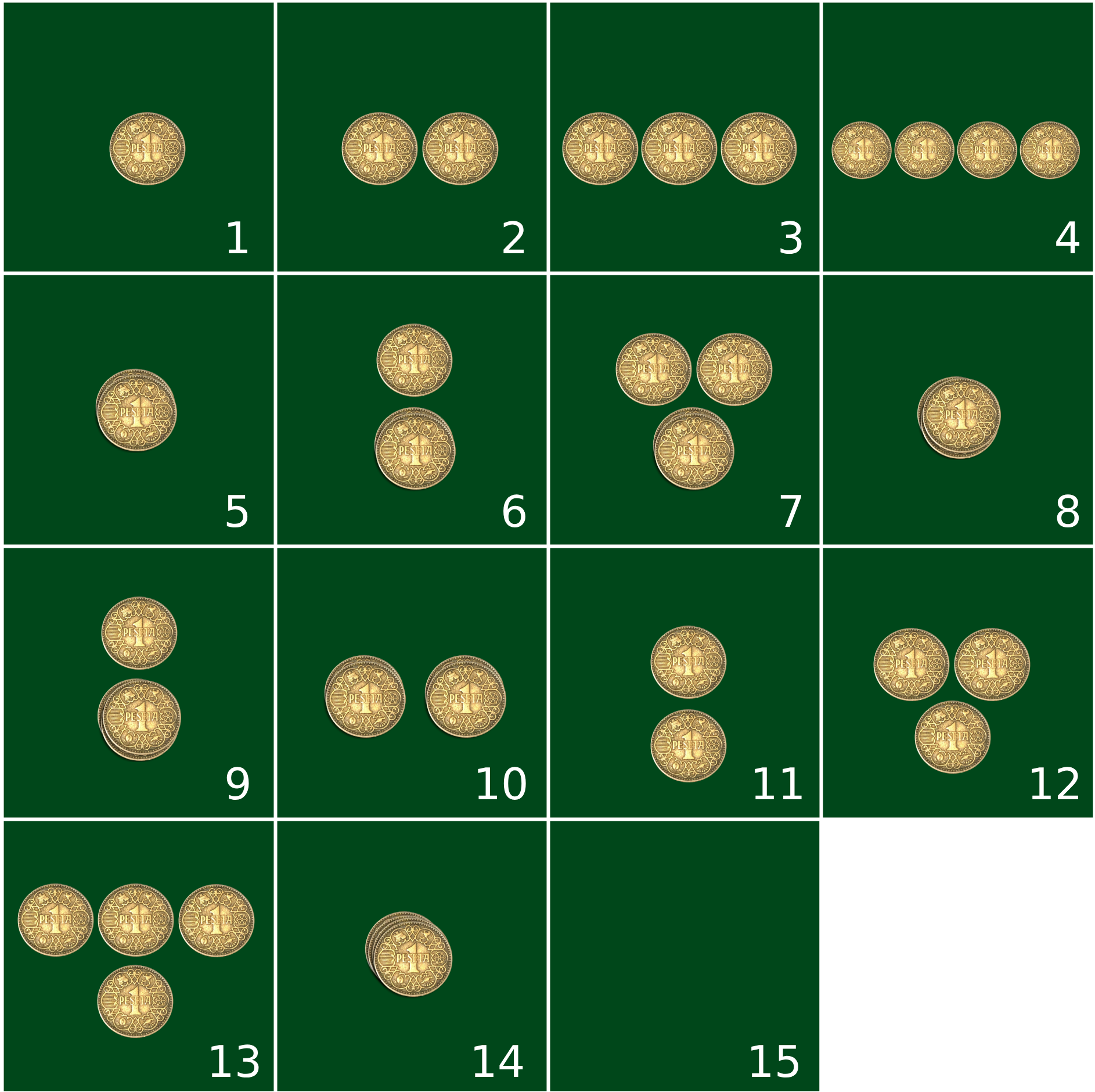
Método de arrayar

El Zápiti tiene un original sistema de conteo con 4 monedas (tradicionalmente se usaba la peseta), dependiendo de la posición de las mismas podemos saber como va la partida.
1. Una moneda.
2. Dos monedas una al lado de la otra.
3. Tres monedas en fila.
4. Cuatro monedas en fila.
5. Dos monedas, una sobre otra.
6. Tres monedas, una sobre otra y otra moneda delante.
7. Cuatro monedas, una sobre otra y dos delante.
8. Tres monedas, tres monedas unas encimas de otras.
9. Cuatro monedas, tres monedas unas encimas de otras y una delante.
10. Cuatro monedas, dos monedas unas sobre otras (dos cincos).
11. Dos monedas, una delante de otra.
12. Tres monedas, una atrás y dos delante.
13. Cuatro monedas, una atrás y tres delante.
14. Cuatro monedas, unas sobre otras.
15. Ninguna moneda.

## Terminología y modismos
- “Chica”: cada ronda ganada (1 punto parcial de mano).
- “Mano”: conjunto de hasta 3 “chicas”.
- “Malas” / “buenas”: primera mitad de los puntos (0–15) se llaman “malas”; segunda mitad (16–30) se llaman “buenas”.
- “Truco sin ver”: apostar antes de mirar cartas.
- “Ahorrisi”: apuesta máxima (30 puntos).
- “Estar al ver”: situación de 29 puntos donde se mira mano antes de comprometerse.
- “Seña”: gesto para indicar al compañero qué carta se posee.
- “A casa”: retirarse de la mano, lo que otorga puntos al rival.